# برگ (اوبرفرانکن)
برگ (اوبرفرانکن) (به آلمانی: Berg, Upper Franconia) یک شهر در آلمان است که در بایرن واقع شده‌است.

## خصوصیات
برگ ۳۸٫۹۳ کیلومترمربع مساحت دارد ۶۳۶ متر بالاتر از سطح دریا واقع شده‌است.

## خواهرخوانده
شهر Berg Municipality خواهرخواندهٔ برگ (اوبرفرانکن) هست.